# Povreda na radu
Povreda na radu je telesno oštećenje koje je uzročno povezano za obavljanjem poslova odnosno radnih zadataka. U tom smislu, prema medicinskom pravu, i zakonom o radu, povredom na radu može se smatrati samo povreda koja je izazvana obavljanjem posla pod uslovom da postoji vremenska i prostorna povezanost nastanka povrede sa obavljanjem određenog posla.
Povrede na radu su multikauzalne geneze i nisu specifične za određenu profesiju, ali njihova učestalost u određenim profesijama može biti znatno veća pa se smatra da profesionalne štetnosti i radni uslovi mogu biti kofaktori u njihovom nastanku, komplikacijama i ishodu.

## Definicije
Heinrichova definicija
Nesreća je nepredviđeni i nekontrolisani događaj u kome je akcija i reakcija jednog objekta, materije, osobe ili radijacije imala za posledicu povredu neke osobe.
Letavetova definicija
Povreda na radu predstavlja neočekivani događaj koji na organizam vrše faktori čije dejstvo dolazi spolja, a koji stoje u neposrednoj vezi sa uslovima proizvodnje, te ozleđuju tkivo ili izazivaju njegovo oboljenje.
Zakonska definicija povreda na radu
Povreda na radu je povreda osiguranika prouzrokovana neposrednim i kratkotrajnim mehaničkim ili hemijskimdejstvom, kao i povreda prouzrokovana naglim promenama položaja tela, iznenadnim opterećenjem tela ili drugim promenama fiziološkog stanja organizma, pod uslovom da je nastanak povrede uzročno vezan za obavljanje poslova odnosno radnih zadataka.
Definicija povreda vezano za posledice
Gledano sa stanovišta posledica, povreda na radu predstavlja narušavanje zdravlja, fizičkog ili psihičkog integriteta ličnosti, trenutno ili na duže vreme.
- Narušenje fizičkog integriteta obuhvata, oboljenje, telesno oštećenje (lakše ili teže), fizilku bol i smrt.
- Narušenje psihiškog integriteta obuhvata, poremećaj psihičkog zdravlja sa trajnim ili vremenski ograničenim posledicama.

## Kriterijumi za proglašavanje povreda na radu
Da bi se neka povreda smatrala povredom na radu, mora biti ispunjen neki od sledećih kriterijuma, koji se navode u zakonodavstvima najvećeg broja zemalja sveta:
- Da je povredu osigurani radnik pretrpeo na redovnom putu od mesta stanovanja do mesta rada i obrnuto, na putu preduzetom radi izvršenja radnih zadataka i na putu preduzetom radi stupanja na rad.[5]
- Da je povreda osiguranog radnika nastala kao isključiva posledica nekog nesrećnog slučaja ili više sile, za vreme obavljanja poslova odnosno radnih zadataka ili u vezi sa njima.
- Da je povredu osigurani radnik zadobio pri obavljanju poslova i zadataka u vezi sa akcijama spasavanja ili odbrane od elementarnih nepogoda ili nesreća, pri obavljanju javnih i drugih društvenih funkcija ili građanskih dužnosti na poziv državnih i drugih ovlašćenih organa, pri vršenju obavezne vojne službe i pri obavljanju drugih poslova i zadataka za koje je zakonom utvrđeno da su od opšteg društvenog interesa.[6]

## Razlika između profesionalnih bolesti i povreda na radu
Povrede na radu su telesna osštećenja ili bolesti nastale kao posledica jednokratnog delovanja uzročnika, za razliku od profesionalne bolesti koje nastaju kao rezultat trajnog, uzastopnog delovanja uzročnika na radnom mestu.

## Epidemiologija
Na globalnom nivou procijenjeno je da se u svetu godišnje javi više od 350.000 smrtnih slučajeva i više od 270. 000. 000 povreda na radu svake godine.
Samo u 2000. godini oko 2,9 milijarde radnika u svetu zadobilo je povredu na radu. Ove povrede rezultovale su gubitkom; u proseku oko 3,5 godina zdravog života na svakih 1.000 radnika.  i ljudskih života u 300.000 slučajeva.
Najčešći zanimanja povezana sa tim opasnostima razlikuju se širom sveta, i uglavnom su povezane sa glavnim industrijskim granama u određenoj zemlji. Pa su tako u manje razvijenim zemljama najopasnija zanimanja, sa najviše povreda su poljoprivreda i stočarstvo, ribolov i šumarstvo, a u razvijenim zemljama, to su; građevinarstvo, industrijska proizvodnja, saobraćaj.
анимирање деце и омладине, посебно оних ометених у развоју, из разних области културе и уметности, као и стална борба за јачање статуса и права уметника и културних радника.
Učestalost povreda  na radu u R. Srbiji prema izveštaju Rapubličkog fonda za zdravstveno osiguranje za period  2009—2012.
| Vrsta povrede na radu | 2009.  | 2010.  | 2011.  | 2012.  |
| --------------------- | ------ | ------ | ------ | ------ |
| Smrtna povreda        | 32     | 37     | 26     | 22     |
| Teška povreda         | 4.172  | 41.130 | 3.631  | 2.482  |
| Lakša povreda         | 17.666 | 18.134 | 16.086 | 12.979 |
| Ukupno                | Пример | Пример | Пример | Пример |

## Etiologija
Brojni su etiološki faktori koji učestvuju u nastanku povrede na radu, mada u najvećem broju slučajeva postoji udrućeno ili istovremeno dejstvo više njih. Učešće različitih faktora i njihovo uzajamno dejstvo najčešće onemogućava jasno definisanje pravog uzroka povrede. Pri tom je jedan faktor u načelu, dominantan i on se obično smatra jedinim uzrokom povrede na radu.
Kako bi uzrok povrede na radu bio adekvatno definisan neophodno je da u tome učestvuju: 
- Lekari specijalisti medicine rada ili ordinirajući lekar,
- Inženjer zaštite na radu
- Neposredni rukovodilac radnika.

Bez obzira na učešće velikog broja faktora u nastanku povreda na radu oni se u svakodnevnoj praksi deluju dve velike grupe uzroka: uzroci kod kojih dominira ljudski faktor i uzroci koji potiču iz radne i životne sredine.

### Uzroci koji potiču iz radne i životne sredine
U mnogobrojne faktore iz životne i radne sredine, koji mogu da dovedu do privremenog smanjenja sposobnosti radnika za uspešno obavljanje poslova što za posledicu može da ima povredu na radu spadaju: 
| Faktori                                                                               | Karakteristike |
| ------------------------------------------------------------------------------------- | -------------- |
| Neharmonični odnosi u porodici                                                        |                |
| Loši međuljudski odnosi u kolektivu                                                   |                |
| Faktori radne okoline                                                                 |                |
| Loša organizacija rada                                                                |                |
| Alkoholisanost radnika                                                                |                |
| Nepoštovanje uputstava za obavljanje poslova i nepoštovanje preporučenih mera zaštite |                |

## Spoljašnje veze
- Accidents in the workplace